# 东安红山茶
东安红山茶（学名：Camellia tunganica）为山茶科山茶属的植物。分布在中国大陆的湖南等地，生长于海拔1,100米的地区，多生在山谷疏林，目前尚未由人工引种栽培。